# يونشوبينغ
يونشوبينغ باللغة السويدية (Jönköping) هي واحدة من المدن السويدية وتعد يونشوبينغ خامس المدن السويد من حيث عدد السكان بعد ستوكهولم وغوتنبرغ ومالمو واوبسالا وتبعد يونشوبينغ عن مدينة ستوكهولم حوالي 330 كلم

## تاريخ
تأسست يونشوبينغ نهاية عام 1283 ملادي على يد الملك ماغنوس بيرجرسون.
نمت مدينة يونشوبينغ بكونها واقعة كشبكة وصل هام بين المدن السويدية لفترة طويلة حيث تجمع الناس فيها لتبادل السلع والمهنين من أصحاب الحرف اليدوية. تأسس في يونشوبينغ دير الفرنسيسكان 1283 ميلادي.
في القرن التاسع عشر أصبحت مدينة يوشوبينغ معروفة في كافة أنحاء العالم بسبب تصنيعها لأعواد الكبريت وفي عام 1971 تأسست بلدية يونشوبينغ
تقع يونشوبينغ على ضفاف جنوب بحيرة موزعة ومترامية الاطراف حول شط بجيرة فيترن بمسافة تقارب خمسين كيلومتر.

## المناخ
يظهر الجدول التالي التغييرات المناخية على مدار السنة ليونشوبينغ:
| البيانات المناخية لـيونشوبينغ          | البيانات المناخية لـيونشوبينغ | البيانات المناخية لـيونشوبينغ | البيانات المناخية لـيونشوبينغ | البيانات المناخية لـيونشوبينغ | البيانات المناخية لـيونشوبينغ | البيانات المناخية لـيونشوبينغ | البيانات المناخية لـيونشوبينغ | البيانات المناخية لـيونشوبينغ | البيانات المناخية لـيونشوبينغ | البيانات المناخية لـيونشوبينغ | البيانات المناخية لـيونشوبينغ | البيانات المناخية لـيونشوبينغ | البيانات المناخية لـيونشوبينغ |
| الشهر                                  | يناير                         | فبراير                        | مارس                          | أبريل                         | مايو                          | يونيو                         | يوليو                         | أغسطس                         | سبتمبر                        | أكتوبر                        | نوفمبر                        | ديسمبر                        | المعدل السنوي                 |
| -------------------------------------- | ----------------------------- | ----------------------------- | ----------------------------- | ----------------------------- | ----------------------------- | ----------------------------- | ----------------------------- | ----------------------------- | ----------------------------- | ----------------------------- | ----------------------------- | ----------------------------- | ----------------------------- |
| الدرجة القصوى °م (°ف)                  | 10.5 (50.9)                   | 14.7 (58.5)                   | 18.7 (65.7)                   | 26.3 (79.3)                   | 28.6 (83.5)                   | 33.2 (91.8)                   | 33.4 (92.1)                   | 34.2 (93.6)                   | 26.8 (80.2)                   | 21.4 (70.5)                   | 14.1 (57.4)                   | 12.6 (54.7)                   | 33.4 (92.1)                   |
| الحد الأقصى المتوسط °م (°ف)            | 6.4 (43.5)                    | 6.6 (43.9)                    | 13.1 (55.6)                   | 18.8 (65.8)                   | 24.4 (75.9)                   | 26.7 (80.1)                   | 28.2 (82.8)                   | 27.1 (80.8)                   | 22.4 (72.3)                   | 16.0 (60.8)                   | 10.5 (50.9)                   | 7.4 (45.3)                    | 29.6 (85.3)                   |
| متوسط درجة الحرارة الكبرى °م (°ف)      | 0.2 (32.4)                    | 0.7 (33.3)                    | 4.6 (40.3)                    | 11.0 (51.8)                   | 16.3 (61.3)                   | 19.5 (67.1)                   | 21.9 (71.4)                   | 20.3 (68.5)                   | 16.3 (61.3)                   | 9.8 (49.6)                    | 5.0 (41.0)                    | 2.0 (35.6)                    | 10.6 (51.1)                   |
| المتوسط اليومي °م (°ف)                 | −2.5 (27.5)                   | −2.3 (27.9)                   | 0.4 (32.7)                    | 5.4 (41.7)                    | 10.3 (50.5)                   | 13.7 (56.7)                   | 16.4 (61.5)                   | 15.2 (59.4)                   | 11.7 (53.1)                   | 6.4 (43.5)                    | 2.6 (36.7)                    | −0.5 (31.1)                   | 6.4 (43.5)                    |
| متوسط درجة الحرارة الصغرى °م (°ف)      | −5.2 (22.6)                   | −5.2 (22.6)                   | −3.9 (25.0)                   | −0.2 (31.6)                   | 4.3 (39.7)                    | 7.9 (46.2)                    | 10.8 (51.4)                   | 10.1 (50.2)                   | 7.0 (44.6)                    | 3.0 (37.4)                    | 0.2 (32.4)                    | −2.9 (26.8)                   | 2.2 (35.9)                    |
| الحد الأدنى المتوسط °م (°ف)            | −18.1 (−0.6)                  | −16.1 (3.0)                   | −14.2 (6.4)                   | −7.3 (18.9)                   | −3.3 (26.1)                   | 1.0 (33.8)                    | 4.7 (40.5)                    | 2.2 (36.0)                    | −1.3 (29.7)                   | −5.7 (21.7)                   | −9.4 (15.1)                   | −13.6 (7.5)                   | −21.6 (−6.9)                  |
| أدنى درجة حرارة °م (°ف)                | −33.0 (−27.4)                 | −35.4 (−31.7)                 | −30.0 (−22.0)                 | −18.1 (−0.6)                  | −7.2 (19.0)                   | −1.4 (29.5)                   | 0.2 (32.4)                    | −2.3 (27.9)                   | −7.3 (18.9)                   | −13.3 (8.1)                   | −20.7 (−5.3)                  | −28.3 (−18.9)                 | −35.4 (−31.7)                 |
| الهطول مم (إنش)                        | 43.2 (1.70)                   | 32.0 (1.26)                   | 27.7 (1.09)                   | 29.9 (1.18)                   | 48.3 (1.90)                   | 79.4 (3.13)                   | 80.4 (3.17)                   | 85.6 (3.37)                   | 50.4 (1.98)                   | 58.0 (2.28)                   | 52.1 (2.05)                   | 49.5 (1.95)                   | 636.5 (25.06)                 |
| المصدر #1: SMHI Average Data 2002–2018 |                               |                               |                               |                               |                               |                               |                               |                               |                               |                               |                               |                               |                               |
| المصدر #2: SMHI Open Data              |                               |                               |                               |                               |                               |                               |                               |                               |                               |                               |                               |                               |                               |

## أعلام
- غوستاف كاسل
- ماغنوس إيرلينغمارك
- كارل سفينسون
- ديفيد ساندبيرغ
- أغنيتا فالتسكوغ
- كارل بيتر تونبرغ
- إسكيل ويدهولم
- فيليكس هامرين
- مالكوم سفينسون
- ڤلاديمير اوراڤسكى
- أكرم عثمان